# Pacifiction
Pacifiction (Frans: Tourment sur les îles) is een Franstalige dramafilm uit 2022, geregisseerd door Albert Serra en gesitueerd op het Frans-Polynesische eiland Tahiti. In de hoofdrol speelt Benoît Magimel. De film is een Frans-Duits-Portugees-Spaanse co-productie.

## Synopsis
De Roller is als hoogste commissaris van Frans-Polynesië geliefd bij alle lagen van de bevolking. Hij mengt zich graag en gemakkelijk tussen de verschillende bevolkingsgroepen. Wanneer een nucleaire onderzeeër voor de kust gezien wordt ontstaat de angst onder de bevolking dat er nieuwe kernproeven op Moruroa gehouden zullen worden. Hij probeert uit te zoeken wat er aan de hand is maar merkt dat hij over dit onderwerp niks te vertellen heeft.

## Release en ontvangst
Pacifiction ging op 26 mei 2022 in première in de officiële competitie van het Filmfestival van Cannes. De film kreeg overwegend positieve kritieken van de filmcritici, met een score van 86% op Rotten Tomatoes, gebaseerd op 65 beoordelingen.

## Prijzen en nominaties
De belangrijkste:
| Jaar | Prijs                   | Categorie              | Genomineerde(n)                               | Uitslag     |
| ---- | ----------------------- | ---------------------- | --------------------------------------------- | ----------- |
| 2023 | Prix Lumières           | Beste film             | Albert Serra                                  | Genomineerd |
| 2023 | Prix Lumières           | Beste regie            | Albert Serra                                  | Gewonnen    |
| 2023 | Prix Lumières           | Beste acteur           | Benoît Magimel                                | Gewonnen    |
| 2023 | Prix Lumières           | Beste cinematografie   | Artur Tort                                    | Gewonnen    |
| 2023 | Prix Lumières           | Beste muziek           | Marc Verdaguer, Joe Robinson                  | Genomineerd |
| 2023 | Césars                  | Beste film             | Albert Serra                                  | Genomineerd |
| 2023 | Césars                  | Beste regie            | Albert Serra                                  | Genomineerd |
| 2023 | Césars                  | Beste acteur           | Benoît Magimel                                | Gewonnen    |
| 2023 | Césars                  | Beste cinematografie   | Artur Tort                                    | Gewonnen    |
| 2023 | Césars                  | Beste originele muziek | Marc Verdaguer, Joe Robinson                  | Genomineerd |
| 2023 | Césars                  | Beste kostuums         | Praxedes de Vilallonga                        | Genomineerd |
| 2023 | Césars                  | Beste productieontwerp | Sebastian Vogler                              | Genomineerd |
| 2023 | Césars                  | Beste geluid           | Jordi Ribas, Benjamin Laurent, Bruno Tarriere | Genomineerd |
| 2023 | Césars                  | Beste visuele effecten | Marco del Bianco                              | Genomineerd |
| 2022 | Filmfestival van Cannes | Gouden Palm            | Albert Serra                                  | Genomineerd |